# Sérgio e Madi
Sérgio e Madi foi um duo composto pelos cantores Sérgio Wonder (nascido em Porto Amélia) e por Madi Nelson (nascido em Pretória). Ambos tiveram carreiras de sucesso a solo.

## Percurso
Fernando Manuel (Sérgio Wonder) começou a cantar em Moçambique. Participa num concurso da Rádio Clube de Moçambique onde canta como amador até aos 18 anos. Profissionaliza-se na África do Sul. Era conhecido como o Gene Rockwell moçambicano, alusão a um conhecido cantor Sul Africano. 
No final de 1969 regressa a Moçambique e com Madi Nelson são convidados para vários espectáculos em separado e em conjunto. Fernando Manuel muda o seu nome para Sérgio Wonder por insistência do empresário que os queria trazer para Lisboa e já existia um cantor com esse nome. 
Madi Nelson nasceu na África do Sul onde se destacou como artista de teatro e cançonetista (baterista e cantor).
Entram em contacto com Mário Aguiar que ajudou na carreira do duo Sérgio & Madi na Metrópole. Gravam para a editora Riso e Ritmo um single com versões de "Reconsider Me" e de "Look What You´ve Down To My Heart". Depois na Phonogram gravaram vários singles com temas como "A Não Ser Que" (uma letra de Rosa Lobato Faria para uma música de José Cid), "Espadas Nuas" ou "My Only One".
Foram também produtores da companhia discográfica Imavox em 1976. Nessa sua etapa profissional, escutaram e contrataram diversas bandas musicais, tais como a conhecida banda Perspectiva.
Mudaram depois para a editora Rossil. O maior sucesso desta fase é o single "Cry To Me" que obteve um grande sucesso tendo mesmo sido editado no Brasil. Mais tarde o tema teve uma versão em português por Sérgio Wonder ("Chora Por Mim").
Participaram num concerto junto da comunidade portuguesa, na Alemanha, na cidade de Gelsenkirchen, no conhecido Centro Português Unidos a Gelsenkirchen.
A solo também gravaram para a Rossil. Sérgio Wonder gravou várias versões de sucessos alemães, alguns com adaptação e produção de António Sala. Madi participou em 1980 no Festival RTP da Canção onde ficou em 3º lugar com "Lição de Português".
O álbum "Um Disco de Ouro", editado ainda pela Rossil, contém alguns dos seus principais sucessos como "Cry To Me", "Já Nada Existe", "Forever Loving You", "Alegria Alegria", "Solta O Rock", "O Nosso Entardecer", "I Love", "Lição de português", "Oh My My", "Razão Perdida", "Toma Lá Rock" e "Em Vez De Um Beijo".
Em 1987, Sérgio Wonder lança a solo o álbum "Ai Se Os Meus Olhos Falassem" que inclui o tema "Mãe)" e versões de canções de Alves Coelho Filho, da dupla Nóbrega e Sousa e Jerónimo Bragança e Carlos Canelhas .
Em 1990 gravam juntos o álbum "África" para a editora Disconorte.
Sérgio lança o álbum "Chora Por Mim" em 1991. Madi participa numa das semi-finais do Festival RTP da Canção de 1993 e lança o álbum "Tu Eu E o Mar" em 1994.
Sérgio Wonder integrou postumamente o álbum "Amor verdadeiro", de 2004, no qual aparece o tema "Mãe" de Oliveira Muge, gravado por ele em 1986. Era coxo, facto que não tentava ocultar, durante as suas inúmeras aparições em palco.
O irmão de Sérgio (Frank Gaspar) procurava, em 2014, algumas das primeiras canções (da autoria do compositor Artur Fonseca gravadas para a RCM) de forma a completar um trabalho que estava a preparar para colocar no mercado.
Sérgio faleceu prematuramente em Abril 1994 aos 46 anos de idade.
Madi faleceu no dia 22 de Outubro de 2015, com uma Leucemia, na África do Sul. 

## Discografia
Sérgio & Madi
- Summertime (LP, Rossil, 1978)
- Um disco d'ouro (LP, Rossil, 1982)
- África (LP, Disconorte, 1990)

Singles e EPs
- What A Wonderful World / Look What You Have Down To My Heart (Single, Riso e Ritmo)
- Reconsider Me / Look What You´ve Down To My Heart (Single, Riso e Ritmo)

- A Não Ser Que / Woman (Single, Philips, 1974?) 6031023
- Espadas Nuas / Rua da Prata, Rua do Ouro (Single, Philips, 1975) 6031029
- My Only One / Click Song (Single, Philips/Phonogram, 1975) 6031032
- Já Te Esqueci / Sonhei (Single, Polygram, 1977) 2063019 - músicas de Tozé Brito

- Cry To Me / I Can't Help Myself (Single, Rossil, 1978) ROSS 7012
- Oh My Face / Razão Perdida (Single, Rossil, 1978) ROSS 7017
- I Love / Carta Para O Meu Amor (Single, Rossil, 1978) ROSS 7026
- Forever Loving You / Já Nada Existe (Single, Rossil, 1979)
- A New Tomorrow / Tell It Like It Is (Single, Rossil, 1981) ROSS 7083
- Solta O Rock (Que Ele Não Te Morde) / Toma Lá Rock (Single, Rossil, 1982) ROSS 7089/7069?
- Quando Te Encontrar / A New Tomorrow (Single, Rossil, 1982) ROSS 7099

- Volta / Era Aquele Romance (Single, Videofono, 1983) VSN 1001
- Um Verso para Dizer / Tell It Like It Is (Single, Videofono, 1984) VSN 1003

- Scratch My Name / Scratch My Name (Instrumental) (Single, Materfonis, 1986) DMSG023

SÉRGIO WONDER - a solo
- Polka Pour Natalie

- Lisboa No Chiado (Rossil, 1980)
- O Nosso Entardecer / And I Love You So (Single, Rossil, 1981) ROSS 7086
- Tu Só Tu / Razão Perdida (Single, Rossil, 1981) ROSS 7096

- Eu Amo / Só Porque Te Amo (Single, Vadeca, 1980) VN-2009 ES
- Canção Para Um Novo Amor / Quem És Tu (Single, Vadeca, 1981) VN-2013 ES

- Canção da Nossa Rua / No Teu Olhar (Single, Rossil, 1982) Rossil 7104
- Quero / Já Nada Existe (Single, Vidiofono, 1983) VSN 1002
- Aníbal Restaurante (1983)
- The World Keep Still Alive / Cantar de Ausência (Single, Materfonis, 1985) DMSG-012
- Ciumento/Ma Cherie d' Amour (Single, Materfonis/Discossete, 1985) DMSG-014

- Ai Se Os Meus Olhos Falassem (LP, Ovação, 1987) - inclui Mãe (1986)
- Chora Por Mim (LP, Ovação, 1991)

- Amor Verdadeiro (2004) - inclui Mãe (1986)

MADI NELSON - a solo
- To Be Loved / When We Made Love (Single, Philips, 1977)- [como Madi Nelson] 6031055

- Lição de Português / The Love Of My Life (Single, Rossil, 1980) ROSS 7058
- Alegria, Alegria / I Feel Like A Lier (Single, Rossil) ROSS 7064
- Em Vez de Um Beijo / Oh My My (Single, Rossil, 1981) ROSS 7089
- Só Para Te Ver / (Paranóia dos ) Flipers (Single, Rossil, 1982) ROSS 7106

- Kalimba / Kalimba (Orquestral) (Single, Discossete, 1987) DSG 471
- Amor Proibido / Se Deus Quiser (Single, Discossete, 1988) DSG 520 []

- Tu Eu E o Mar (CD, Horizonte, 1994)

1. 1 2  https://arquivos.rtp.pt/conteudos/um-dia-com-sergio-e-madi/